# 院内町 (秋田県)
院内町（いんないまち）は、かつて秋田県にあった町。現在の湯沢市西部にあたる。

## 歴史
- 1889年（明治22年）4月1日 - 町村制施行により雄勝郡院内銀山町、上院内村、下院内村が合併し、院内村が発足。
- 1895年（明治28年）7月19日 - 町制施行し院内町となる。（6月25日とする資料あり）
- 1955年（昭和30年）4月15日 - 雄勝郡横堀町、秋ノ宮村と合併し雄勝町を設置して消滅。

## 産業
院内銀山が有名だったが、雄勝町への合併前年の1954年に閉山した。
なお、「院内油田」があったのは当町内ではなく、日本海沿岸の仁賀保町（現・にかほ市）である。

## 交通

### 鉄道
- 奥羽本線 - 院内駅

### 道路
- 国道13号

## 著名出身者
- 高木吉友 (実業家)